# Уська-Орочське сільське поселення
У́ська-Оро́чське сільське поселення (рос. Уська-Орочское сельское поселение) — сільське поселення у складі Ванінського району Хабаровського краю Росії.
Адміністративний центр — село Уська-Орочська.

## Населення
Населення сільського поселення становить 561 особа (2019; 827 у 2010, 1296 у 2002).

## Склад
До складу сільського поселення входять:
| Населений пункт      | Населення, осіб (2002) | Населення, осіб (2010) |
| -------------------- | ---------------------- | ---------------------- |
| Уська-Орочська, село | 1242                   | 813                    |
| Уська-Руська, село   | 17                     | 0                      |
| Хуту, село           | 37                     | 14                     |